# Jimmy Greenhoff
James "Jimmy" Greenhoff, född 19 juni 1946 i Barnsley, England, är en före detta engelsk professionell fotbollsspelare och manager. Han spelade mer än 500 ligamatcher och mer än 150 mål som anfallsspelare i främst Leeds United, Stoke City och  Manchester United mellan 1963 och 1984. Han avslutade  spelarkarriären med en säsong som spelande manager i Rochdale.
Greenhoff representerade dessutom England på U23-nivå.